# Podolasia involucris
Podolasia involucris är en skalbaggsart som beskrevs av Henry Fuller Howden 1998. Podolasia involucris ingår i släktet Podolasia och familjen Melolonthidae. Inga underarter finns listade i Catalogue of Life.